# Яворовский, Раймунд
Раймунд Яворовский (пол. Rajmund Jaworowski; 31 августа 1885, Балта (Украина) — 24 апреля 1941, Варшава) — польский политик и профсоюзный деятель, активист Польской социалистической партии (ППС), руководитель боевых групп ППС. Активный участник вооружённой борьбы за независимость Польши и революционного движения 1905 года, соратник Юзефа Пилсудского. Основатель и председатель Прежней революционной фракции ППС и Центрального объединения классовых профсоюзов. Правый социалист, непримиримый антикоммунист. Депутат сейма Второй Речи Посполитой, председатель городского совета Варшавы в 1927—1931 годах. Был известен также под партийными псевдонимами Святополк (Świętopełk), Антони (Antoni), Стефан (Stefan).

## Юность и подполье
Родился в семье среднего землевладельца в Балте (на территории современной Одесской области Украины). Учился в киевской школе. В 16-летнем возрасте примкнул к подпольной организации, связанной с ППС. В 1903 году перебрался из Киева во Львов, где вступил в молодёжную боевую организацию Nieprzejednani («Непримиримые»). Работал в подпольной лаборатории, изготовлявшей взрывчатку.
В 1904 году 19-летний Яворовский вступил в ППС. Два года спустя примкнул к национал-патриотическому крылу партии ППС-революционной фракции, сторонникам Юзефа Пилсудского.
Подпольные курсы боевой подготовки проходил в Кракове. Этот город находился в австрийской части разделённой Польши. Политический режим в Австро-Венгерской империи был относительно либеральным, и польские организации действовали здесь свободнее, нежели в Германской и Российской империях.
С 1905 года Яворовский — боевик ППС, затем инструктор-организатор партийных боевых дружин. Лично участвовал в терактах, был ранен. В 1907 году арестован в Радоме, приговорён к двум годам ссылки, отбывал в Сибири.
В 1909 году вновь прибыл в Краков. Присоединился к возглавляемому Пилсудским Союзу активной борьбы. Прошёл военное обучение, получил офицерское звание в формированиях Пилсудского.

## Польские легионы и война с большевиками
Участвовал в Первой мировой войне в составе «польских легионов» австро-венгерской армии. Командовал разведгруппой. В то же время активно включился в формирование нелегальной «Польской военной организации» (ПОВ), а также крестьянских и рабочих союзов. За это в 1916 году Яворовский вместе с Пилсудским был арестован австрийскими властями по указанию из Германии. Освобождён в 1917. В конце года Яворовский стал членом Варшавского городского совета (первоначально учреждённого немцами) и оставался в его составе следующие 14 лет.
В 1918 году Яворовский организовал Варшавский комитет трудящихся. На съезде ППС в ноябре 1918 — после провозглашения независимости Польши — был избран в партийное руководство как представитель рабочих организаций Варшавы.
Яворовский сыграл видную роль в польско-советской войне 1920 года. Он активно участвовал в организации антибольшевистских «красных легионов» и Рабочего полка обороны Варшавы. Добровольцем вступил в армию, состоял в резерве пехотного легиона. Демобилизовался в декабре 1920 в звании капитана.
На парламентских выборах 1922 года избран в сейм по списку ППС от Варшавы. Был членом военной и административной парламентских комиссий. Раймунд Яворовский оставался членом высшего руководства ППС, курировал взаимодействие партии с рабочими профсоюзами Варшавы.
Награждён орденом Virtuti Militari и Крестом Независимости с мечами.

## За Пилсудского и «Санацию»
В мае 1926 года Яворовский полностью поддержал военный переворот, приведший к власти Пилсудского. Под его руководством боевики ППС и профсоюзные активисты участвовали в варшавских уличных столкновениях на стороне пилсудчиков. В мае 1927 года Яворовский был избран председателем городского совета Варшавы и оставался на этом посту до 1931 года. Одновременно он возглавлял Варшавский комитет ППС.
Хотя ППС поддержала Пилсудского, вскоре между соцпартией и установленным режимом «санации» возникли серьёзные конфликты. Социалисты были недовольны авторитарным правлением маршала и его социальным консерватизмом. Обозначились серьёзные разногласия между социал-демократическим большинством партийного руководства и группой «старых пилсудчиков», к которой принадлежал Яворовский. Последние происходили из террористических организаций начала XX века, польских легионов и полумафиозной ПОВ. Эти люди отличались безоглядной личной преданностью своему вождю. В выборе между партией и Пилсудским они предпочли маршала.
Осенью 1928 года Яворовский сформировал на базе столичной организации ППС новую политическую структуру — Польская социалистическая партия — Прежняя революционная фракция. С партией аффилировалось Центральное объединение классовых профсоюзов, которое с 1931 года возглавлял сам Яворовский. Он поставил на службу Пилсудскому и особую силовую структуру — Рабочую милицию под командованием ветерана ППС Юзефа Локетека, крупного варшавского гангстера по кличке Раввин. Боевики Яворовского—Локетека совершали нападения на оппозиционеров всех направлений — консерваторов и коммунистов. Ещё до учреждения создания новой партии, 1 мая 1928 года Рабочая милиция учинила масштабное избиение участников коммунистической демонстрации.
Партия, профсоюз, милиция, лично Яворовский и Локетек были тесно связаны с варшавской криминальной структурой Лукаша Семёнтковского (также члена партии) по прозвищу Tata Tasiemka. Семёнтковский отличался фанатичной преданностью Яворовскому и его жене, вместе с которой служил в Первой бригаде.

## Кризис и конец
Пилсудский негативно относился к партийности как таковой. На выборах 1930 года ППС-Прежняя революционная фракция потеряла представительство в сейме (несколько кандидатов прошли как представители Беспартийного блока сотрудничества с правительством). Неудача спровоцировала раскол в партии. Возник конфликт между Раймундом Яворовским и Енджеем Морачевским. Уход Морачевского из партии привёл к расколу Центрального объединения классовых профсоюзов, что подорвало организационную и финансовую базу ППС-Прежней революционной формации.
В 1935 году скончался маршал Пилсудский. К 1939 году ППС-Прежняя революционная фракция в основном свернула свою деятельность. К тому времени правящий режим приобрёл откровенно консервативный, милитаристский характер.
После начала Второй мировой войны Яворовский вступил в организации вооружённого подполья — Службу победе Польши, затем Союз вооружённой борьбы. Однако организовать эффективное сопротивление нацистскому и советскому вторжениям не удалось.
Раймунд Яворовский скончался в Варшаве 24 апреля 1941 года.

## Семья
Жена Раймунда Яворовского — известная активистка ППС Констанция Яворовская — c 1915 года прошла с мужем весь его путь. В молодости подпольщица, активистка ППС-революционной фракции и боевой организации. Участница Первой мировой войны в составе разведподразделения. Состояла в руководстве ППС-Прежней революционной фракции. Вторую мировую войну провела в Варшаве. В 1948 году вступила в правящую компартию Польши, из которой вышла по собственному желанию в 1952. Скончалась в 1959 году.
Дочь Раймунда Яворовского — Янина Сташевская (Яворовская)— погибла в 1944 году в ходе Варшавского восстания вместе с мужем Ежи Сташевским, командиром боевой группы Сопротивления.

## Традиция и наследие
Взгляды Раймунда Яворовского представляли собой специфический сплав крайнего польского национализма, полуанархического «шляхетского демократизма» и радикального социалистического популизма. Такая идеология, характерная для многих польских социалистов, закономерно делала Яворовского яростным противником монархии и коммунизма. При этом в мировоззрении Яворовского более явственно, нежели у Пилсудского, проявлялись левопопулистские черты. В догматическом марксистском понимании позиция Яворовского квалифицируется как «социал-фашистская».
В то же время Яворовский не был приниципиальным противником любой диктатуры. Он вполне уживался и даже поддерживал авторитарный санационный режим — как «союз национального лидера с трудовым народом». Не был Яворовский и приверженцем правовой идеи. Демократизм понимался им как свобода теневой деятельности и внеправового насилия.
Традиции, олицетворяемые Раймундом Яворовским, нашли некоторое продолжение в протестном движении времён ПНР: стихийные выступления начала и середины 1970-х с массовыми беспорядками, погромами магазинов, нападениями на коммунистических функционеров и милицию.

Антикоммунизм польских рабочих взращён социалистической традицией Пилсудского и Яворовского.

В движении «Солидарность» сходные с Яворовским черты в радикализме и классовых приоритетах демонстрировали такие деятели, как Ян Рулевский и Мариан Юрчик. Ещё большее сходство просматривается в фигуре Эдмунда Балуки, исповедовавшего социалистическую идеологию.